# Roriz (Barcelos)

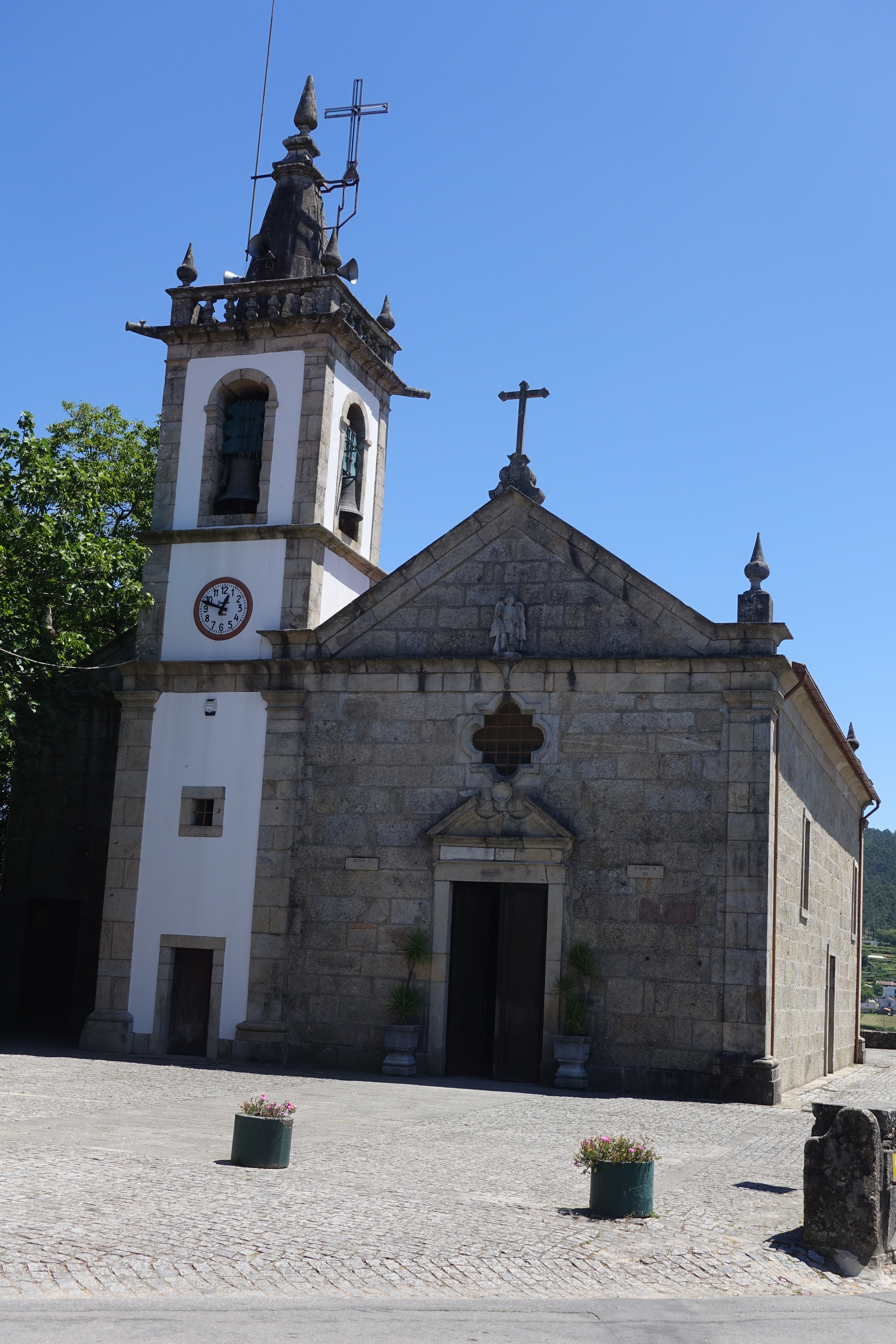
Église de Roriz

Roriz est une des 89 "paroisses civiles" (freguesia en portugais) de la municipalité de Barcelos, avec une superficie de 6,91 km2 et une population de 2 152 habitants (2001).
Sa densité de population s'élève à 311,4 hab/km2.

## Démographie
| Population de Roriz (1864 – 2011) | Population de Roriz (1864 – 2011) | Population de Roriz (1864 – 2011) | Population de Roriz (1864 – 2011) | Population de Roriz (1864 – 2011) | Population de Roriz (1864 – 2011) | Population de Roriz (1864 – 2011) | Population de Roriz (1864 – 2011) | Population de Roriz (1864 – 2011) | Population de Roriz (1864 – 2011) | Population de Roriz (1864 – 2011) | Population de Roriz (1864 – 2011) | Population de Roriz (1864 – 2011) | Population de Roriz (1864 – 2011) | Population de Roriz (1864 – 2011) |
| --------------------------------- | --------------------------------- | --------------------------------- | --------------------------------- | --------------------------------- | --------------------------------- | --------------------------------- | --------------------------------- | --------------------------------- | --------------------------------- | --------------------------------- | --------------------------------- | --------------------------------- | --------------------------------- | --------------------------------- |
| 1864                              | 1878                              | 1890                              | 1900                              | 1911                              | 1920                              | 1930                              | 1940                              | 1950                              | 1960                              | 1970                              | 1981                              | 1991                              | 2001                              | 2011                              |
| 886                               | 958                               | 945                               | 1 008                             | 1 027                             | 1 022                             | 1 096                             | 1 261                             | 1 383                             | 1 450                             | 1 447                             | 1 837                             | 1 942                             | 2 152                             | 2 152                             |

La population de Quirás (annexée) avait été incluse dans le recensement de 1864, 1878, 1911, 1920 et 1930.
```
     Évolution de la Population de 1864 à 2011

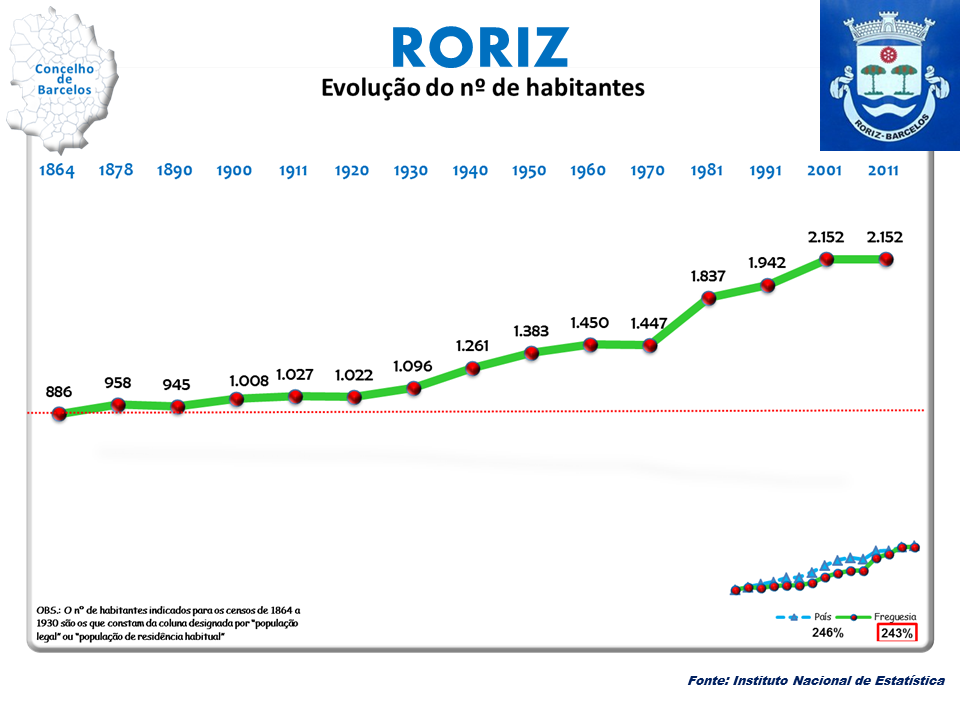
Évolution de la Population 1864 / 2011

```

;